# Quincho (arquitectura)
En muchos países sudamericanos el término quincho se aplica a un cerramiento de techo de paja, cuyas paredes pueden ser de diferentes materiales como piedra, ladrillo, madera, bloques, etc.  El término parece provenir del idioma nativo quechua y significa cerco o barrera. Probablemente, estos quinchos o cercos estaban confeccionados con paja, aplicándose el término, con el tiempo, también a los techos realizados con este material.

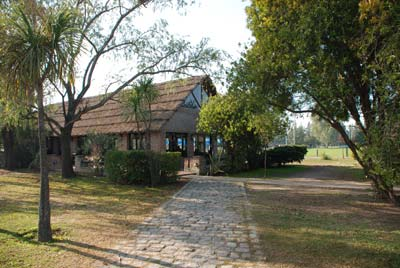
Quincho de construcción moderna para esparcimiento

A las construcciones de paredes de barro y techo de quincho, la típica vivienda rural, se les denominan ranchos. El rancho, vivienda campesina de origen español, llegó al Río de la Plata con los conquistadores, y los primeros emigrantes provenientes de las islas Canarias. Con el tiempo la técnica se perfeccionó por la práctica con los quinchadotes que fueron legando a las nuevas generaciones su experiencia y secretos propios del oficio.
La construcción con dicho material llega a ser en algunos balnearios una preferencia entre la clase económicamente alta, como es el caso del balneario internacional de Punta del Este, Uruguay. Ya no solo en la barbacoa (asado), o parrillero, sino en la propia vivienda.

## Los materiales
En la construcción de techos de los quinchos se trabaja con madera y paja.

### Madera
De todas las maderas, la más empleada en el Uruguay para este tipo de construcción es el eucalipto. Aparte de ser abundante es dura y resulta ser de bajo costo. Se seleccionan los troncos más derechos y esto se debe realizar según opinión de los más expertos, durante la fase menguante de la luna, para que el tronco no se apolille. Otro factor que favorece la conservación consiste en quitar la corteza recién cortado el tronco. Suelen aplicarse tratamientos a la madera a los efectos de protegerla de algunos agentes biológicos como hongos e insectos ya sea a pincel, por inmersión, inyección, pulverización, u otros medios.

### Paja
Crece naturalmente en los humedales, en los que se hallan enormes pajonales formados por distintas especies: cortadora, espadaña, totora, arrocillo, etc. La más recomendable por su dureza, impermeabilidad y largo es la cortadora también conocida como paja brava, por poseer serruchos en sus bordes. Su nombre técnico es Cortadería Selloana. 
El corte ha de hacerse cuando la planta llega a su madurez, para obtener el rendimiento óptimo. Luego de cortada se ata en mazos y los mismos se exponen al sol para su secado antes de usarlos. Es común verlos extendidos en el suelo al pie de la obra o formando parvas para su mejor ventilación. Los techos suelen tener unos 20 o 25 cm de espesor. Cuando está bien construido el agua no pasa de los primeros centímetros por la cera natural que posee la paja en su madurez. De todas formas es importante también que la paja esté bien apretada y que la inclinación del techo sea superior a 35 grados.

## Procedimientos
- Quinchado: El techo se comienza colocando los mazos de paja por la parte más baja. Una vez ordenado y emparejado el material de una hilera, se procede al cosido, operación que aprieta y fija la faja a la estructura. Este consiste en apretar un alambre grueso o varilla superior con las correas, mediante puntadas de alambre fino. Así se procede hasta llegar a la cumbrera.
- Requinchado o sobrequincho: Se denomina requinche a la operación de agregar y fijar una nueva capa de paja al techo existente, con la finalidad de recomponer el deterioro causado por el transcurso del tiempo. Se estima que un techo de quincha bien construido puede durar entre 12 y 15 años, luego de efectuado el requinche la duración es similar.

## Cualidades
Funciona como un buen aislante térmico, es decir, es fresco en verano y cálido en invierno. Es absorbente del sonido interior mejorando las condiciones acústicas de la sala, así como permeable a los sonidos del exterior. Es muy económico pues puede llegar a costar hasta menos de la mitad de un techo de hormigón.

## Precauciones
- La instalación eléctrica deberá ser embutida.
- El tablero de fusibles ha de ser instalado lejos del quincho.
- La chimenea de la estufa a leña deberá tener un chispero.
- Deberá fumigarse periódicamente para el control de plagas.
- Se recomienda el tratamiento frecuente de las maderas que sostienen el quincho.